# Ceruchus
Ceruchus är ett släkte av skalbaggar som beskrevs av Macleay 1819. Ceruchus ingår i familjen ekoxbaggar.

## Bildgalleri

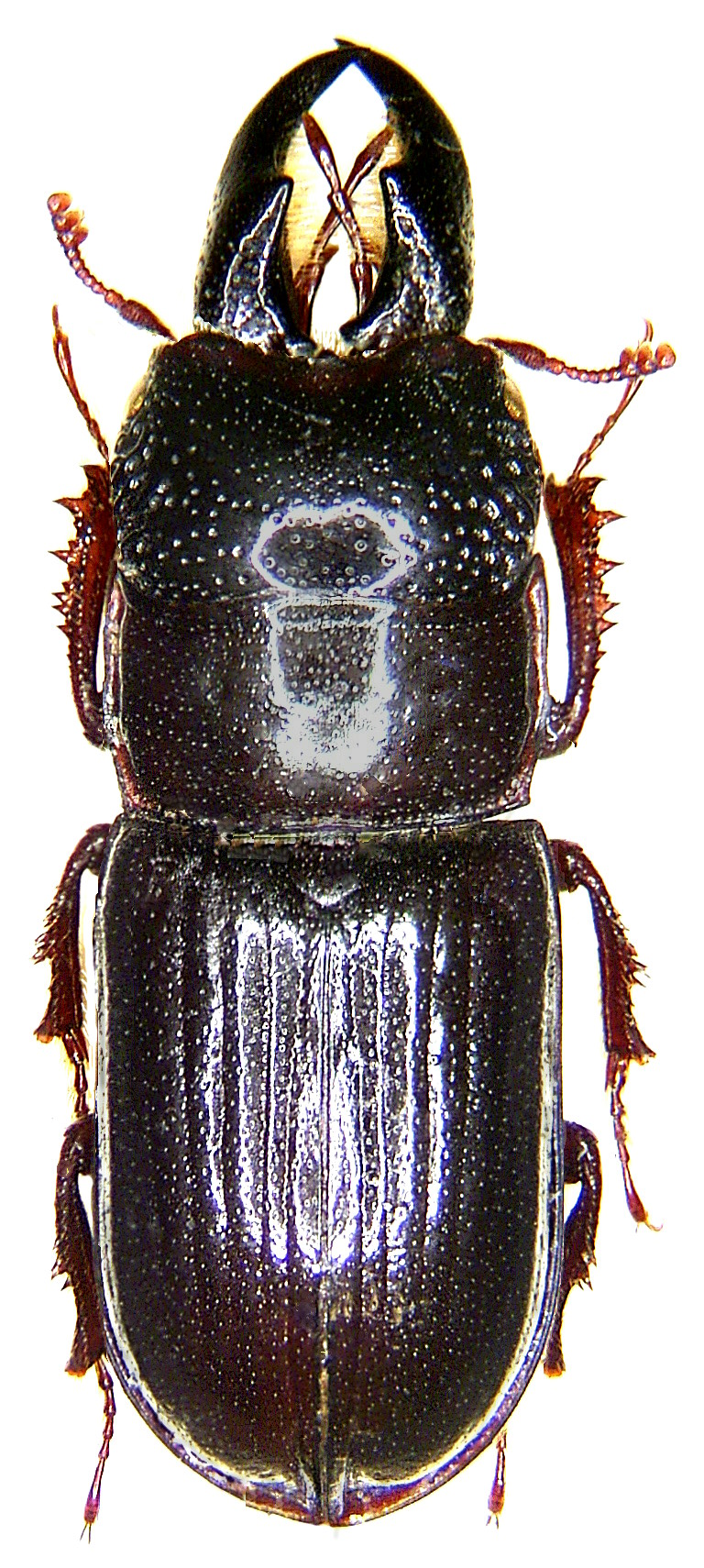
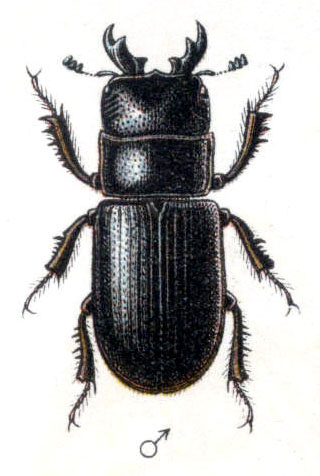
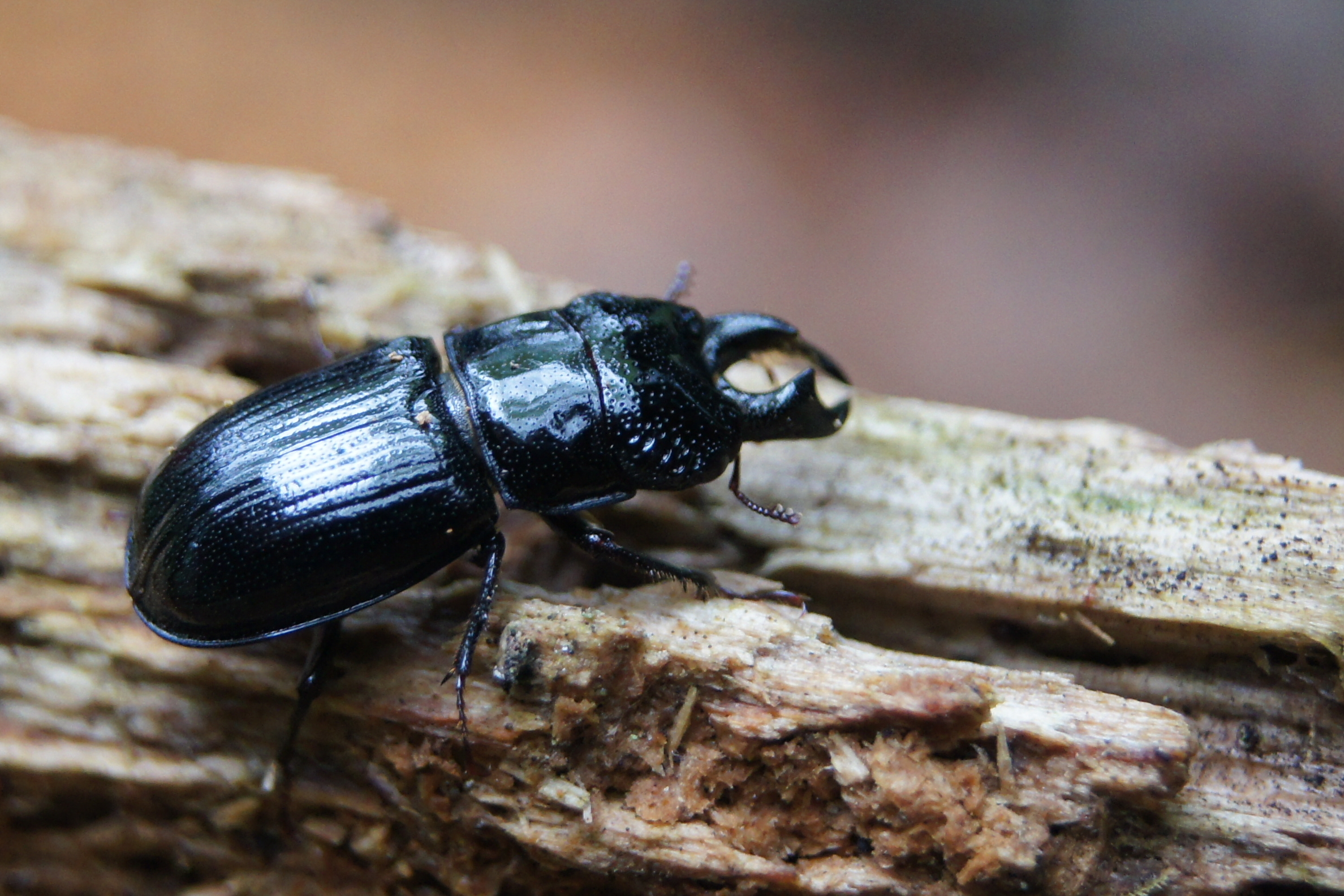
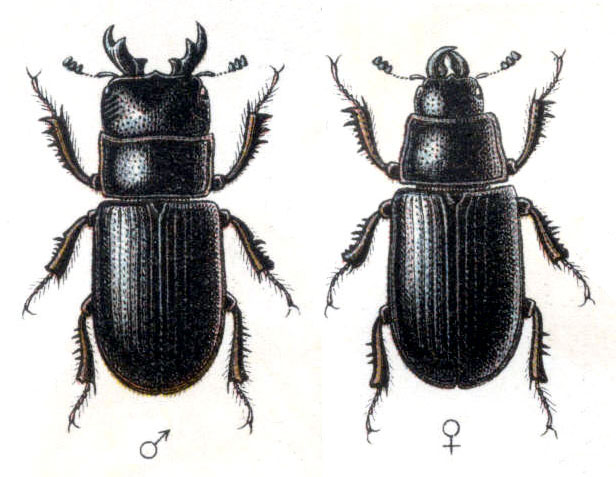
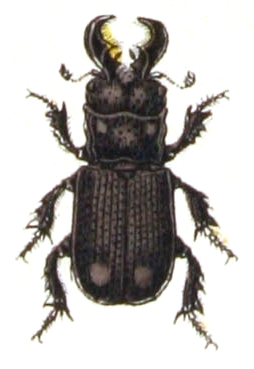
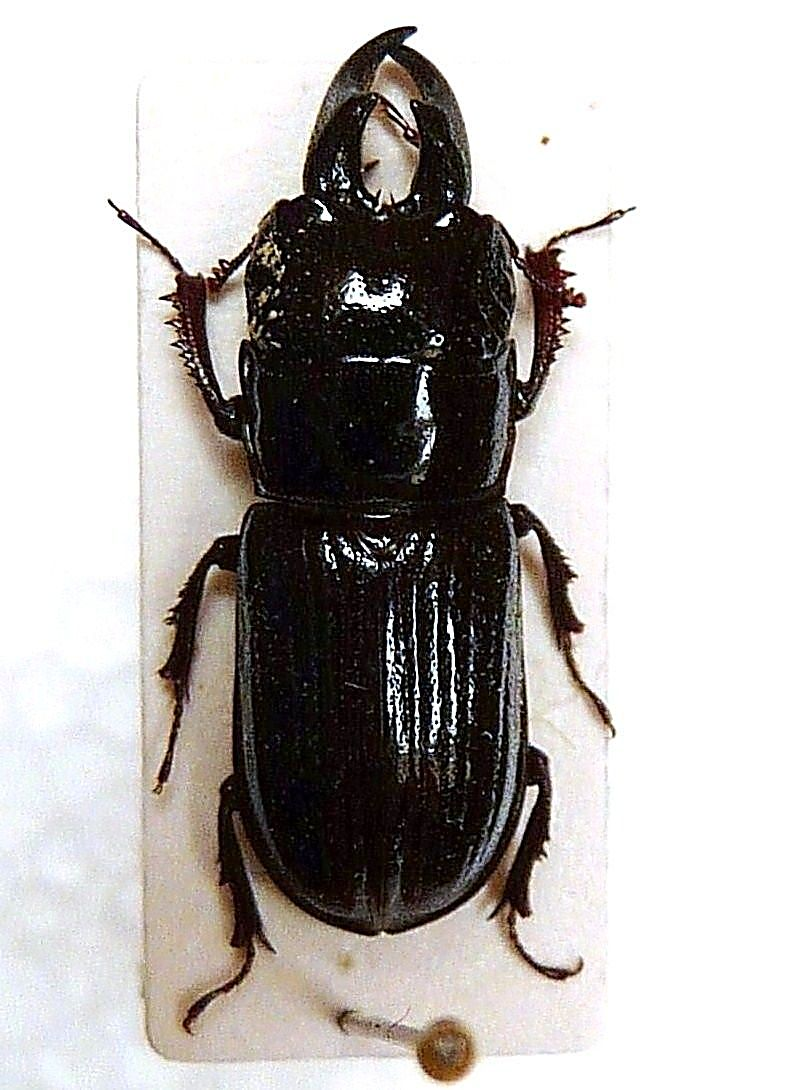